# Jiří Plachý mladší
Jiří Plachý (23. září 1946 Praha –⁠ 20. ledna 2022) byl český herec a dabér. Pocházel z umělecké rodiny, jeho otec Jiří Plachý starší byl český herec, hercem byl i jeho strýc Vojta Plachý Tůma.

## Život
Herectví se věnoval již od mládí, již během studia na gymnáziu byl členem dramatického kroužku, další lekce mu uděloval herec Ota Sklenčka, což byl jejich rodinný přítel. Již v dobách svých studií na pražské DAMU hostoval v Národním divadle a Městských divadlech pražských. Po ukončení studia na DAMU získal své první angažmá v Divadle Vítězslava Nezvala v Karlových Varech. V roce 1970 se stal členem souboru Divadla na Vinohradech, kde hrál až do svého úmrtí.
V československém filmu se objevoval pouze sporadicky, mnohem více příležitostí dostal v Československé televizi, kde vystupoval v různých televizních inscenacích a televizních filmech.
Jednalo se také o významného dabéra, který propůjčil svůj hlas např. postavu císaře Palpatina z filmové ságy Star Wars nebo postavu pana Spocka v seriálu Star Trek, dále daboval Jeana Reno a Jackieho Chana. Pracoval i jako voiceover umělec.

## Divadelní role, výběr
- 1990 Jiří Šotola: Tovaryšstvo Ježíšovo, Páter Had, Vinohradské divadlo, režie František Laurin
- 1996 Georges Feydeau: Brouk v hlavě, Carlos Homenides de Histangua, Vinohradské divadlo, režie Jiří Menzel
- 2005 T. McNally, D. Yazbek: Donaha!, Teddy Slaughter, Vinohradské divadlo, režie Radek Balaš j. h.
- 2007 Oscar Wilde: Ideální manžel, Hrabě z Cavershamu, Vinohradské divadlo, režie Jan Kališová j. h.
- 2009 Federico Fellini: Zkouška orchestru, Šéf, Vinohradské divadlo, režie Martin Stropnický
- 2012 Frank Loesser, Abe Burrows: Jak udělat kariéru snadno a rychle, Welly Womper, Vinohradské divadlo, režie Radek Balaš

## Audioknihy
- Krvavé země – Evropa mezi Hitlerem a Stalinem, Timothy Snyder, (audiokniha 2016, vydavatelství Audiotéka)
- HHhH (audioknhia, 2017, vydavatelství Audiotéka)
- Zabiják (audiokniha 2016, vydavatelství Audiotéka)
- Útočník (audiokniha 2016, vydavatelství Audiotéka)
- Překupník (audiokniha 2017, vydavatelství Audiotéka)
- Profesionál (audiokniha 2017, vydavatelství Audiotéka)